# Eugène Ney
Pour les articles homonymes, voir Ney.
Eugène Michel Ney, né à Paris le 12 septembre 1806 et mort à Paris le 25 octobre 1845, est un diplomate et écrivain français, troisième fils du maréchal Ney.

## Biographie
Diplomate, il est successivement attaché à la légation française en Grèce, secrétaire de légation à Rio de Janeiro (1838), secrétaire d'ambassade à Turin (1841), chargé d'affaires au Brésil (27 novembre 1843) où il contracte la fièvre jaune qui le force à revenir en France en juillet 1845. Il meurt dans la nuit du 25 au 26 octobre 1845 à Paris.
Il publie un abrégé historique des ordres militaires et civils de la monarchie de Savoie  et, dans la Revue des deux Mondes, divers articles relatant ses voyages outre-Atlantique, autour des années 1830.

## Distinctions
- Chevalier de la Légion d'honneur (30 avril 1838)[5]

## Liste des œuvres
- Voyage en Amérique, 1831
- « Excursions dans le Venezuela d'un officier anglais pendant la guerre de l'indépendance », février 1832, Revue des deux Mondes T.5, 1832
- « Aventures d'un voyageur américain au milieu des tribus sauvages de la Colombia », la Revue des Deux Mondes, avril 1832[6]
- Voyage sur le Mississippi, 1833
- Visite récente à l'île de Cuba